# Santa Claus (Geórgia)
Santa Claus é uma cidade localizada no estado americano de Geórgia, no Condado de Toombs.

## Demografia
Segundo o censo americano de 2000, a sua população era de 237 habitantes.
Em 2006, foi estimada uma população de 245, um aumento de 8 (3.4%).

## Geografia
De acordo com o United States Census Bureau tem uma área de 0,5 km², dos quais 0,5 km² cobertos por terra e 0,0 km² cobertos por água.

## Localidades na vizinhança
O diagrama seguinte representa as localidades num raio de 24 km ao redor de Santa Claus.